# Campeonato Sul-Americano de Atletismo de 1946 (não oficial)
O Campeonato Sul-Americano de Atletismo não oficial de 1946 foi realizado na cidade de Santiago, no Chile, no mês de abril de 1946. Contou com 31 provas em disputa, sendo nove na modalidade feminina. O evento foi intitulado "II Campeonato Sudamericano Extraordinário Barão Pierre de Coubertin", sendo realizado em comemoração ao 50º aniversário dos Jogos Olímpicos Moderno. 

## Medalhistas
Esses foram os resultados do campeonato.  

### Masculino
| Evento                   | Ouro                      | Ouro    | Prata                     | Prata   | Bronze                   | Bronze  |
| ------------------------ | ------------------------- | ------- | ------------------------- | ------- | ------------------------ | ------- |
| 100 metros               | Alberto Labarthe (CHI)    | 10.5    | José de Assis (BRA)       | 10.6    | Carlos Silva (CHI)       | 10.8    |
| 200 metros               | Alberto Triulzi (ARG)     | 21.9    | Alberto Labarthe (CHI)    | 22.0    | Adelio Márquez (ARG)     | 22.1    |
| 400 metros               | Jorge Ehlers (CHI)        | 49.0    | Antonio Pocovi (ARG)      | 49.1    | Rosalvo Ramos (BRA)      | 49.2    |
| 800 metros               | Agenor da Silva (BRA)     | 1:53.8  | Antonio Pocovi (ARG)      | 1:54.0  | Roberto Yokota (CHI)     | 1:54.3  |
| 1 500 metros             | Agenor da Silva (BRA)     | 4:00.3  | Ricardo Bralo (ARG)       | 4:01.9  | Guillermo García (CHI)   | 4:04.6  |
| 3 000 metros             | Miguel Castro (CHI)       | 8:44.8  | Delfo Cabrera (ARG)       | 8:47.7  | Melchor Palmeiro (ARG)   | 8:55.8  |
| 5 000 metros             | Raúl Inostroza (CHI)      | 15:06.2 | Miguel Castro (CHI)       | 15:17.6 | Reinaldo Gorno (ARG)     | 15:21.6 |
| 10 000 metros            | Delfo Cabrera (ARG)       | 32:35.0 | Raúl Inostroza (CHI)      | 32:35.2 | René Millas (CHI)        | 33:00.8 |
| 20 km corrida            | Reinaldo Gorno (ARG)      | 1:09:03 | Corsino Fernández (ARG)   | 1:10:05 | Julio Montecinos (CHI)   | 1:12:10 |
| 110 metros com barreiras | Mario Recordón (CHI)      | 14.4    | Alberto Triulzi (ARG)     | 14.6    | Jorge Undurraga (CHI)    | 14.9    |
| 400 metros com barreiras | Hércules Azcune (URU)     | 54.0    | Víctor Henríquez (CHI)    | 55.3    | Gustavo Ehlers (CHI)     | 55.7    |
| 4×100 metros estafetas   | Argentina                 | 41.9    | Chile                     | 42.6    | Uruguai                  | 42.6    |
| 4×400 metros estafetas   | Chile                     | 3:17.4  | Argentina                 | 3:18.8  | Brasil                   | 3:20.7  |
| Salto em altura\|        | Carlos Altamirano (CHI)   | 1.90    | Antonio Barrionuevo (ARG) | 1.90    | Alfredo Jadresic (CHI)   | 1.90    |
| Salto à vara             | Lúcio de Castro (BRA)     | 3.90    | Federico Horn (CHI)       | 3.80    | Carlos Baumann (ARG)     | 3.60    |
| Salto em comprimento     | Geraldo de Oliveira (BRA) | 7.03    | Alberto Eggeling (CHI)    | 7.01    | Alfredo Meynet (CHI)     | 6.86    |
| Salto triplo             | Geraldo de Oliveira (BRA) | 15.00   | Hélio da Silva (BRA)      | 14.84   | Néstor Tenorio (ARG)     | 14.60   |
| Arremesso de peso        | Julián Llorente (ARG)     | 14.35   | Emilio Malchiodi (ARG)    | 14.08   | Emilio Stelig (BRA)      | 13.75   |
| Lançamento de disco      | Eduardo Julve (PER)       | 43.12   | Karsten Brödersen (CHI)   | 42.96   | Emilio Malchiodi (ARG)   | 41.66   |
| Lançamento do martelo    | Assis Naban (BRA)         | 48.69   | Juan Fusé (ARG)           | 48.67   | Edmundo Zúñiga (CHI)     | 47.14   |
| Lançamento de dardo      | Efraín Santibáñez (CHI)   | 56.51   | Francisco Céspedes (CHI)  | 54.71   | Lúcio de Castro (BRA)    | 54.31   |
| Decatlo                  | Mario Recordón (CHI)      | 6886    | Celso Dória (BRA)         | 6325    | Raimundo Rodrigues (BRA) | 6261    |

### Feminino
| Evento                  | Ouro                     | Ouro  | Prata                  | Prata | Bronze                 | Bronze |
| ----------------------- | ------------------------ | ----- | ---------------------- | ----- | ---------------------- | ------ |
| 100 metros              | Beatriz Kretschmer (CHI) | 12.3  | Anegret Weller (CHI)   | 12.3  | Elizabeth Müller (BRA) | 12.7   |
| 200 metros              | Anegret Weller (CHI)     | 25.8  | Elizabeth Müller (BRA) | 25.8  | María Vadulli (CHI)    | 26.6   |
| 80 metros com barreiras | Beatriz Kretschmer (CHI) | 12.7  | Lourdes de Abreu (BRA) | 13.4  |                        |        |
| 4×100 metros estafetas  | Chile                    | 49.5  | Argentina              | 50.7  | Brasil                 | 50.8   |
| Salto em altura         | Ilse Barends (CHI)       | 1.63  | Elizabeth Müller (BRA) | 1.50  | Gerda Martín (CHI)     | 1.45   |
| Salto em comprimento    | Beatriz Kretschmer (CHI) | 5.20  | Elizabeth Müller (BRA) | 5.11  | Lucy Lake (CHI)        | 4.96   |
| Arremesso de peso       | Edith Klempau (CHI)      | 11.55 | Elizabeth Müller (BRA) | 11.44 | Lore Zippelius (CHI)   | 10.93  |
| Lançamento de disco     | Edith Klempau (CHI)      | 35.03 | Lore Zippelius (CHI)   | 34.71 | Ivete Mariz (BRA)      | 34.71  |
| Lançamento do dardo     | Gerda Martín (CHI)       | 35.78 | Ivete Mariz (BRA)      | 33.84 | Edith Klempau (CHI)    | 33.63  |

## Quadro de medalhas (não oficial)
| Ordem | País      | Medalha de ouro | Medalha de prata | Medalha de bronze | Total |
| ----- | --------- | --------------- | ---------------- | ----------------- | ----- |
| 1     | Chile     | 18              | 11               | 15                | 44    |
| 2     | Brasil    | 6               | 9                | 8                 | 23    |
| 3     | Argentina | 5               | 11               | 6                 | 22    |
| 4     | Uruguai   | 1               | 0                | 1                 | 2     |
| 5     | Peru      | 1               | 0                | 1                 | 1     |
|       | TOTAL     | 31              | 31               | 30                | 92    |